# دوار الشمس العملاق
دوار الشمس العملاق نوع نباتي يتبع جنس دوار الشمس من الفصيلة النجمية.

## البيئة والانتشار
ينتشر في معظم مناطق النصف الشرقي للولايات المتحدة وصولاً إلى جنوب شرق كندا.